# 은봉초등학교
은봉초등학교는 대한민국 경기도 양주시에 있는 공립 초등학교이다.

## 학교 연혁
- 1998. 01. 15 학교설립인가(은봉초등학교)
- 1998. 06. 20 학교기본설계 (건축) 공모 당선작 발표
- 1998. 10. 28 학교 건축 기공
- 1999. 08. 30 3개동 중 B동 신축 준공
- 1999. 09. 01 은봉초등학교 개교(양주백석초등학교에서 분리10학급, 312명)
- 1999. 09. 01 초대 성훈 교장 부임
- 1999. 09. 02 병설유치원 1학급 설립 인가
- 1999. 09. 06 A,C동 준공
- 1999. 10. 25 초등 2학급 증설
- 1999. 11. 01 초등 2학급 증설
- 1999. 11. 17 학교 교사 및 급식소 준공 기념식
- 2000. 09. 01 병설유치원 1학급 증설
- 2001. 02. 16 제1회 졸업식
- 2002. 12. 16 복관 3층 증축 준공
- 2003. 02. 20 제3회 졸업식(113명, 졸업생 총수 251명)
- 2003. 03. 01 제2대 김종림 교장 부임
- 2003. 03. 01 초등 35학급, 병설유치원 2학급 편성
- 2004. 01. 13 B, C동 4층 증축공사 준공 (교실10, 시청각실, 강당)
- 2004. 11. 12 경기도교육청지정 주5일 수업 선도학교 운영
- 2005. 03. 01 초등 36학급, 유치원 2학급 편성
- 2006. 02. 17 제8회 졸업식(223명 졸업생 총수 811명)
- 2006. 03. 01 초등 26학급, 유치원 2학급편성 (유치원 종일반 운영)
- 2007. 02. 14 제7회 졸업식(190명 졸업생 총 수1001명)
- 2007. 03. 01 초등 26학급(특수학급 1학급포함)
- 2007. 03. 01 유치원 2학급(종일반 운영) 편성
- 2007. 12. 27 예절실 설비 완비
- 2007. 12. 28 어학실 설비 완비
- 2008. 02. 12 제8회 졸업식(135명, 졸업생 총 수 1136명)
- 2008. 03. 01 초등26학급(특수학급포함)
- 2008. 03. 01 유치원 2학급 (종일반 운영) 편성
- 2008. 09. 10 제3대 손민수 교장 부임
- 2008. 09. 30 학교평가 실시
- 2008. 10. 29 경기도교육청지정 방과후학교 활동 시범학교 보고
- 2009. 02. 12 제9회 졸업식(139명, 졸업생 총 수 1275명)
- 2009. 03. 01 초등25학급(특수학급1학급포함)
- 2009. 03. 01 유치원2학급(종일반운영) 편성
- 2009. 03. 01 교원능력 개발평가 선도학교 (교과부)
- 2009. 03. 01 경기도교육청지정 체육과 자율장학 중심학교 선정
- 2010. 02. 09 제10회 졸업식(125명, 졸업생 총 수 1400명)
- 2010. 03. 01 초등24학급(특수1포함),유치원2학급(종일반운영) 편성
- 2011. 02. 18 제11회 졸업식(115명 졸업 - 남 58명, 여 57명,졸업생총수 1515명)
- 2012. 02. 17 제12회 졸업식(122명 졸업, 졸업생 총 수 1759명)
- 2012. 03. 01 초등24학급(특수1포함), 유치원2학급(종일반운영)편성
- 2012. 12. 17 Wee 클래스 구축
- 2013. 02. 15 제 13회 졸업식(136명 졸업, 졸업생 총 수 1895명)
- 2013. 03. 01 초등학급24학급(특수1포함), 유치원3학급(종일반운영) 편성
- 2016. 09. 01 제5대 김정식 교장선생님 취임
- 2017. 02. 10 제17회 졸업식(92명 졸업, 졸업생 총 수 2,127명)
- 2017. 03. 01 초등 21학급(특수학급 1학급 포함)